# اوون براون
اوون براون (انگلیسی: Owen Brown؛ زادهٔ ۴ سپتامبر ۱۹۶۰) بازیکن فوتبال اهل بریتانیا است.
از باشگاه‌هایی که در آن بازی کرده‌است می‌توان به باشگاه فوتبال ترانمره راورز، باشگاه فوتبال لیورپول، باشگاه فوتبال کارلایل یونایتد، باشگاه فوتبال کرو آلکساندرا، و باشگاه فوتبال هاید اشاره کرد.